# Šunkový salám

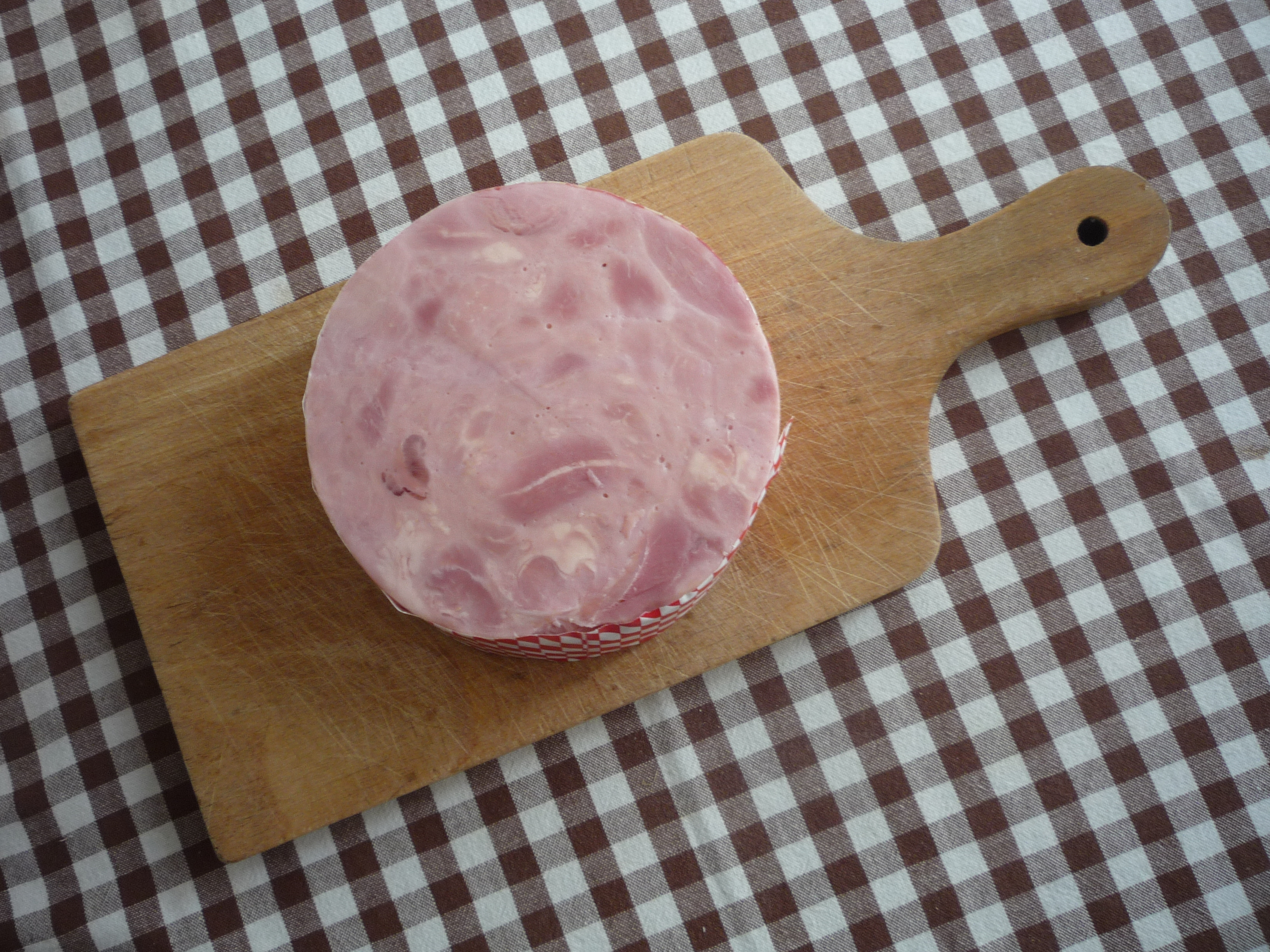
Textura šunkového salámu

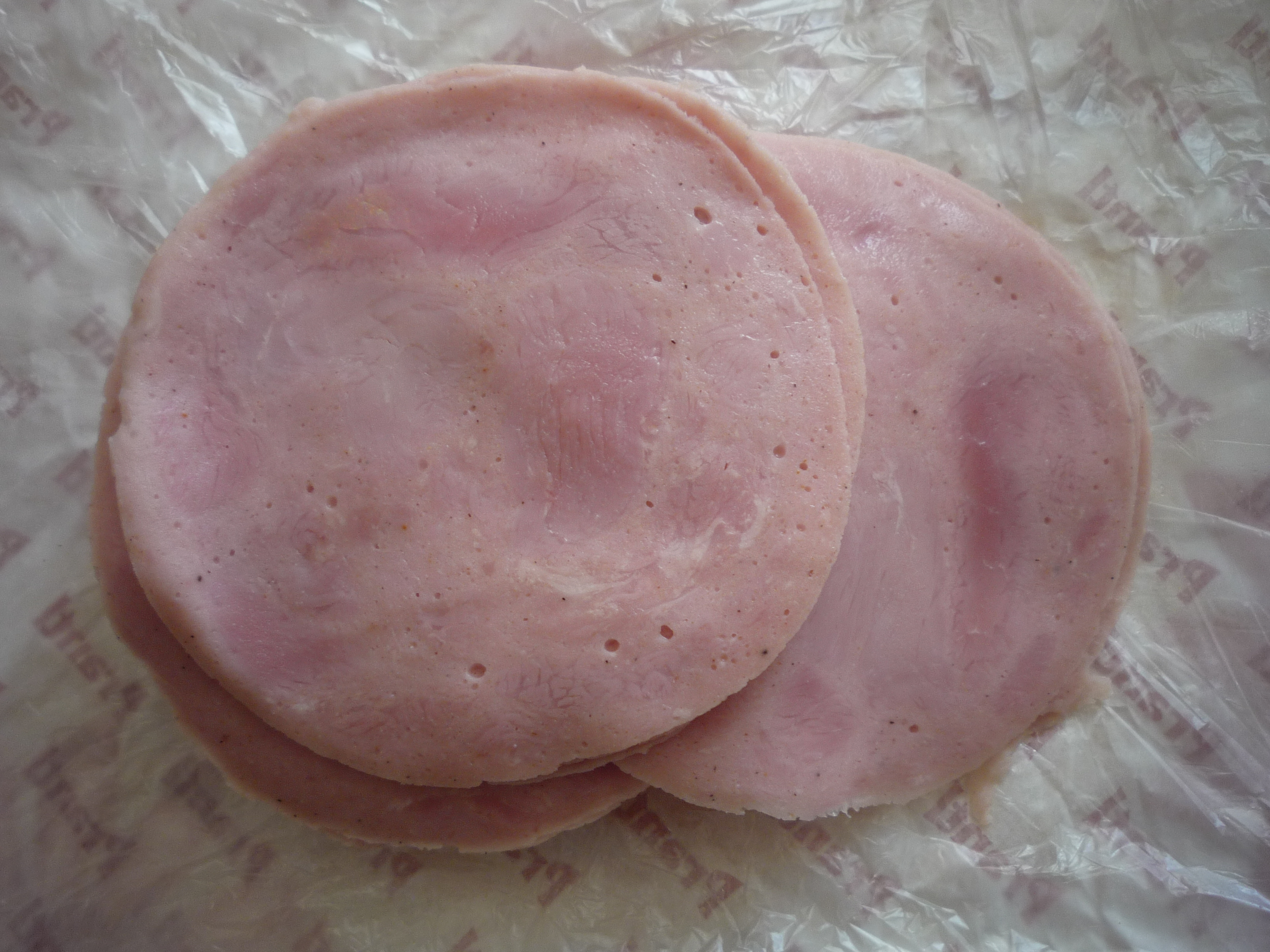
Šunkový salám krájený

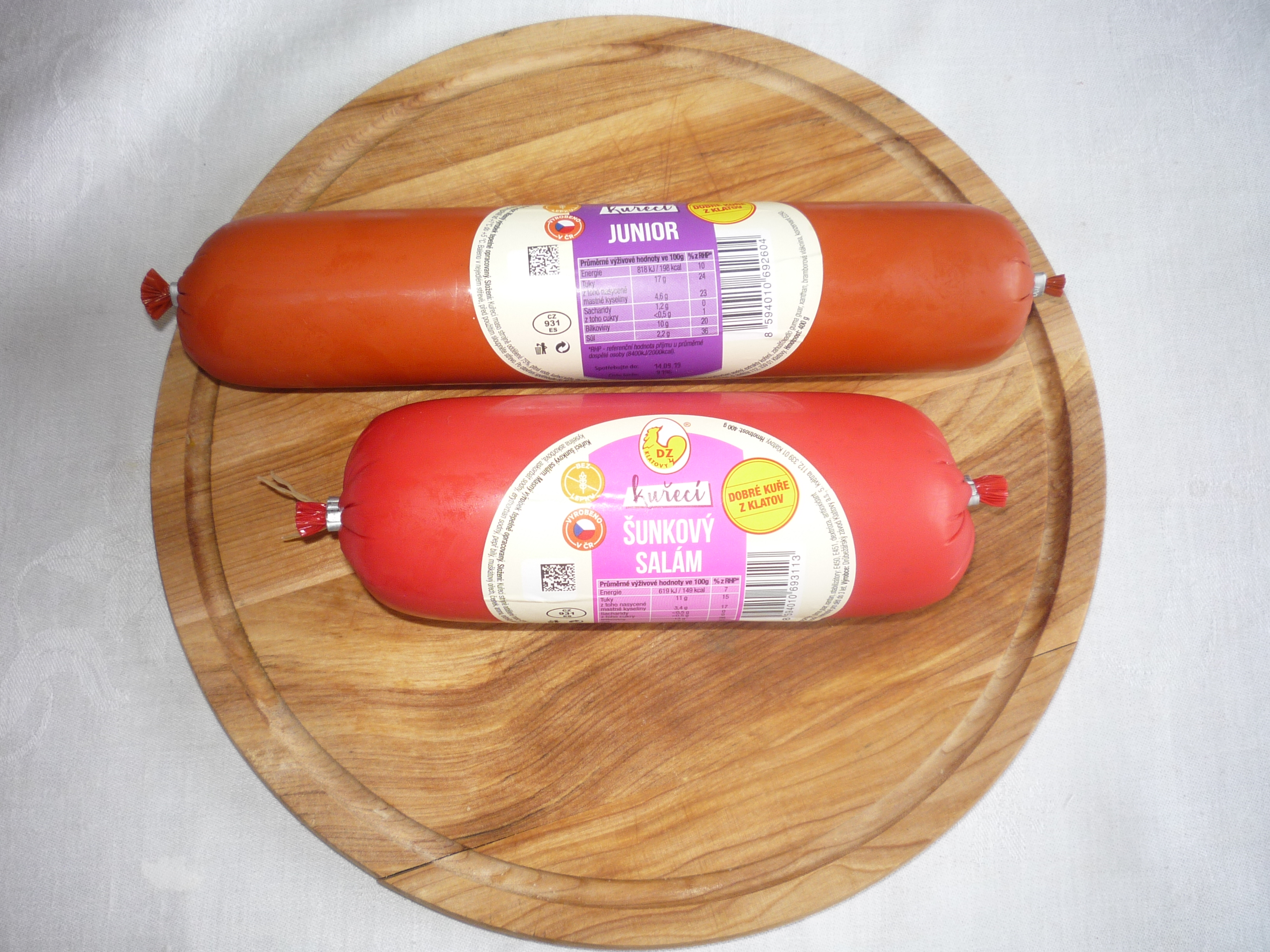
Šiška šunkového salámu

Šunkový salám je druh salámu, který je podobný šunce. Jsou v něm větší kusy libového vepřového masa, které si zachovává typickou  chuť naloženého masa. 

## Charakteristika
Kvalitní šunkový salám obsahuje více než 80 % libového vepřového masa, 5 % tučného vepřového a asi 10 % hovězího masa. Jedná se o jemně kořeněný výrobek, plněný do umělých papírových nebo do hovězích tlustých střev.
Po zrušení závaznosti bývalých státních a podnikových norem počátkem 90. let 20. století došlo k prudkému snížení jeho kvality.

## Výroba
Podle současné legislativy nesmí šunkový salám obsahovat strojně oddělené nebo strojně oddělené drůbeží maso. Proto se u levných nekvalitních šunkových salámů používají jako náhražkové složky voda se zahušťovadly, kůže, dochucovadla a další přídatné látky.